# Ferrocarril Cananea-Río Yaqui y Pacífico
Ferrocarril Cananea-Río Yaqui y Pacífico, subsidiario de la Southern Pacific Railroad Company. La empresa se creó el 27 de abril de 1905. Se creó con la intención de comunicar a Cananea con la Mina de San Marcial. El ferrocarril desapareció en 1909, al fusionarse con el Ferrocarril Sudpacífico de México, también de la Southern Pacific Railroad.

## Historia
El Ferrocarril de Sonora, conectó a Guaymas con Nogales entre 1880 a 1882. 
William Cornell Greene propietarios de la compañía Cananea Consolidated Copper Company buscaba ahorros y construir medios de comunicación para su operación. As+i construyó el ferrocarril, Cananea - Naco. También construyeron el tramo Cananea a Nogales. Así mismo buscaron conectar a Cananea con la mina de carbón en San Marcial, que estaba ubicada cercana a Guaymas. Ese tramo no se construyó. Así mismo tampoco el tramo Cananea - Nacozari.  
El que si lograron fue el contrato para conectar a Guaymas con Guadalajara, y los ramales en el Valle de Mayo, que luego se transformó en el Ferrocarril Sud-Pacífico.  Se empleó para ello, mano de obra china, rusa y mexicana. 
El Ferrocarril Sonora -  Baja California se unió a la red de Ferrocarriles de Sonora.